# Bangsia
Bangsia és un gènere d'ocells de la família dels tràupids (Thraupidae).

## Taxonomia
Segons la Classificació del Congrés Ornitològic Internacional (versió 14.2, 2024) aquest gènere està format per 6 espècies:
- Tàngara verd-i-groga (Bangsia flavovirens Lawrence, 1867)
- Tàngara blau-i-daurada (Bangsia arcaei Sclater, PL & Salvin, 1869)
- Tàngara d'anell daurat (Bangsia aureocincta Hellmayr, 1910)
- Tàngara d'Edwards (Bangsia edwardsi Elliot, DG, 1865)
- Tàngara de Rothschild (Bangsia rothschildi Berlepsch, 1897)
- Tàngara negre-i-daurada (Bangsia melanochlamys Hellmayr, 1910)